# Malleostemon peltiger
Malleostemon peltiger är en myrtenväxtart som först beskrevs av Spencer Le Marchant Moore, och fick sitt nu gällande namn av John William Green. Malleostemon peltiger ingår i släktet Malleostemon och familjen myrtenväxter. Inga underarter finns listade i Catalogue of Life.